# Ці (1130—1137)
Велике Ці (кит. спр. 大齐) - васальна держава імперії Цзінь, що існувала в північному Китаї (на території сучасних провінцій Шаньдун, Хенань і Шеньсі) на початку XII століття. У зв'язку з тим, що в Південній Сун проголошення Лю Юя правителем северокитайских земель розглядали як акт узурпації, в офіційній китайській історії ця держава іменували «фальшивим Ци» (伪齐). Крім того, іноді в джерелах його називають «Лю Ци» (刘 齐) на прізвище правителя.
Ранні даоські філософи та алхіміки, які розглядали ци як життєво важливу силу, що успадковується в диханні та тілесних рідинах, розробляли техніки для зміни та контролю руху ци у тілі; їх метою було досягти фізичного довголіття та духовної сили.
Неоконфуціанські філософи династії Сун (960–1279) розглядали ци як походить від тайцзи (Великого Кінцевого) через li, динамічного впорядкування світу. Традиція, ідеї якої переважають у традиційній китайській думці, вважала, що ци проявляється через ян (активний) та інь (пасивний) режими як обдурювання, або П’ять фаз (дерево, метал, земля, вода та вогонь), які в свою чергу є основними процесами, що визначають космос.

## Передісторія
У 1117 дипломати імперії Сун почали переговори з чжурчженьского державою Цзінь, які воювали проти Ляо, про спільний напад на цю імперію. Після укладення союзу Ляо була розгромлена, і в 1125 році в результаті загострення Цзіньскій-сунских відносин чжурчженьскіе армії вторглися в Сун. У 1127 році чжурчженьского армія штурмом захопила Головну столицю Сун; сунские імператори були відвезені в Маньчжурію. У зв'язку з тим, що у чжурчженів було недостатньо військових сил для утримання захопленої території, вони організували там маріонеткову державу Чу, яке розпалося незабаром після відходу цзіньскіх військ.

## Створення Ці
Після того, як Чу припинило своє існування, Цзіньскій правляча верхівка взяла курс на створення нового залежного держави. Кандидатами на пост правителя нової держави чжурчжені розглядали сунских сановників, які перейшли на їхній бік  - Ду Чуна, Чже Кецю ... Однак врешті-решт цзіньскій правитель Ваньянь Уцімай зупинив свій вибір на Лю Юе. 27 числа сьомого місяця він відправив Гао Цін'і і Хань Фана титулувати Лю Юя імператором. Столицею повинен був стати Дамінфу - колишня Північна столиця імперії Сун. Її жителі, дізнавшись про наближення Лю Юя, перебили цзіньскій гарнізон і вирішили оборонятися. Однак Лю Юй взяв місто штурмом і 9-го числа 9-го місяці був зведений на престол як імператор Великого Ци. Після інтронації він переніс столицю в Дунпін у провінції Шаньдун.

## Будівництво держави
Життєво важливим питанням для Ци було створення боєздатної армії. Взявши за основу чжурчженьского досвід, Лю Юй створив по всій території держави укріплені табори, в яких розміщувалися війська; одночасно «укріплені табори» стали адміністративними одиницями. В начальники «укріплених таборів» призначалися місцеві магнати, і так володіли реальною значною владою на місцях. Укріплення табору служили базою для військової підготовки населення; в разі бойових дій збиралися ополченці, утворюючи «сільську армію». Реальні бойові якості цих військ були дуже слабкі, їх дії могли бути скільки-небудь успішними лише за підтримки цзіньской армії або хоча б ілюзії цієї підтримки. «Сільська армія» ще могла контролювати територію Ци, але була не в силах протистояти регулярним військам Південної Сун, тому по всій території Ци були розташовані і цзіньскіе війська. Крім «сільської армії» у Ци були і регулярні війська, утворені на основі загонів переметнулися з Сун «великих бандитів» (колишніх воєначальників сунской армії, чиї рідні місця виявилися під владою Ци, і які вважали за краще служити на батьківщині). Боєздатність регулярних військ була вище, ніж у «сільської армії», а й вони потребували підтримки з боку Цзінь.
Лю Юю вдалося створити численну армію. Зокрема, в одному з великомасштабних наступів Ци на Південну Сун взяло участь 300 тисяч солдатів. На його бік переходили великі групи китайських розбійників. Але державі Лю Юя протистояли великі професійні армії сунских воєначальників, чия загальна чисельність доходила до 1 мільйона воїнів. Найбільшим успіхом дипломатії Ци був перехід на бік Лю Юя професійної армії Лю Гуаншуй, яка до цього інциденту воювала проти військ Лю Юя.
Уряд Ци було утворено з людей, особисто відданих Лю Юю, або нав'язаних йому Цзінь. Багато чиновників середньої та нижчої ланки бігли на південь разом з сунского військами, багато з решти не бажали співпрацювати з окупантами та їхніми маріонетками. Щоб залучити освічені кадри в державний апарат Лю Юй скасував існуючі при за часів імперії Сун «закон про стелю кар'єри» і правило «обмеження за вислугою років». В результаті чиновники нижчих рангів отримали можливість просуватися по службовій драбині в залежності від своїх здібностей і проявленого старанності, а не від наявності наукових ступенів і кількості проведених на службі років. Вжиті заходи виявилися настільки ефективними, що багато сунские чиновники стали бажати переметнутися на бік Ци.
В результаті бойових дій як територія Ци, так і північні райони Південної Сун були розорені. Щоб прискорити відновлення, влади обох держав стали стимулювати торгівлю. Так як влади Ци проявили більше гнучкості, то Сунськой купцям стало вигідніше продавати товари в Ци, ніж в забюрократизованою Південної Сун. За суші торгівля йшла через офіційні митниці, і влада Південної Сун здійснювали на них контроль за тим, щоб на північ не потрапляла військова контрабанда. Купці, які хотіли продати на північ військові товари, робили це нелегально, по морю, відправляючи суду з провінції Чжецзян в провінцію Шаньдун. Незважаючи на численні сунские заборони і репресії, контрабандна морська торгівля процвітала до тих пір, поки циска міністр Чжан Сяочунь, насправді зберіг вірність Сун, не переконав Лі Юя, що Сун навмисно дозволяє прибуття купців в Ци, щоб використовувати їх для отримання відомостей в цілях підготовки вторгнення з моря; в результаті «ринки за повідомленням товарів» в приморських округах були скасовані.
Дипломати Ці активно шукали союзників проти Південної Сун. Зокрема, вони контактували з усіма сусідами свого супротивника. Відомо, що Лю Юй пропонував династії Лі, що правила у В'єтнамі, союз проти Південної Сун.

## Ліквідація держави
В результаті внутрішньої боротьби в Цзінь впала угруповання Цзунханя, яка підтримувала Ці. Після цього було вирішено уніфікувати імперію за китайським зразком, і в 1137 році держава Ці було скасовано, а його територія - приєднана до Цзінь.

## Столиця

### Історія
За часів імперії Західна Хань було створено питомий володіння Дунпін (东 平 国), до складу якого входили повіти Сюйчан (须 昌 县), Уянь (无 盐 县), Шоучжан (寿张 县), Фучен (富 城县) і Чжан (章 县). В епоху Троецарствия ці землі опинилися в складі царства Вей; повіт Чжан був розформований, а до складу спадку був переданий ще повіт Лінсі. При імперії Східна Цзінь доля Дунпін був перетворений в округ Дунпін (东 平郡), правління якого розмістилося в повіті Сюйчан.
При імперії Північна Ци повіт Фучен був розформований, а повіт Уянь був приєднаний до повіту Сюйчан. При імперії Північна Чжоу повіти Сюйчан і Шоучжан були підпорядковані області Лучжоу (鲁 州).
При імперії Суй в 596 році землі колишнього повіту Уян були виділені з повіту Сюйчен як повіту Сучен (宿 城县). При імперії Тан повіти Сюйчан, Шоучжан і Сучен увійшли до складу області Юньчжоу (郓 州). У 627 році повіт Сучен був приєднаний до повіту Сюйчан, але в 707 році відтворений. У 788 році повіт Сучен був перейменований в Дунпін. У 830 році повіт Дунпін був перейменований в Тяньпін (天平 县), а в 832 - приєднаний до повіту Сюйчан.
При імперії Пізня Тан повіт Сюйчан в 923 році був перейменований в Сюйчен (须 城县).
У XII столітті ці землі захопили чжурчжені, які створили маріонеткову державу Велика Ци, столицею якого став Сюйчен.
При імперії Мін в Сюйчене розмістилася Дунпінская управа (东 平 府). У 1370 повіт Шоучжан був розділений між повітами Сюйчен і Янгу. У 1375 році Дунпінская управа була знижена в статусі до області Дунпін (东 平 州), а повіт Сюйчен був розформований, і його землі перейшли під безпосереднє управління обласної влади. В 1380 році був відтворений повіт Шоучжан. У 1385 році область Дунпін була підпорядкована Яньчжоуской управі (兖州 府); в цей період її підпорядковувалося 5 повітів.
При імперії Цин в 1730 році Дунпінская область була піднята в статусі до «безпосередньо керованої» (тобто стала підкорятися безпосередньо губернатору провінції, минаючи проміжну ланку у вигляді управи), але в 1735 році була знижена в статусі до «безуездного» (тобто в її підпорядкуванні не залишилося жодного повіту). Після Синьхайской революції в Китаї була проведена реформа структури адміністративного поділу, в ході якої області були скасовані, і в 1913 році Дунпінская область була перетворена в повіт Дунпін.
У 1950 році в складі провінції Шаньдун був створений Спеціальний район Тайань (泰安 专区), і повіт увійшов до його складу. У грудні 1958 року спеціальний район Тайань був розформований, і повіт перейшов до складу Спеціального району Ляочен (聊城 专区); при цьому до нього був приєднаний повіт Пін'інь. В серпня 1959 року повіт Дунпін був переданий під юрисдикцію Цзинаня, а в жовтні він був розформований і був відтворений повіт Пін'інь, який отримав більшу частину земель колишнього повіту Дунпін. У 1960 році він був включений до складу Спеціального району Хецзе (菏泽 专区), але в лютому 1961 року повернуто під юрисдикцію Цзинаня, а в квітні того ж року переданий до складу відтвореного Спеціального району Тайань.
У 1962 році повіт Дунпін був відтворений. У 1967 році Спеціальний район Тайань був перейменований в Округ Тайань (泰安 地区). У травні 1985 року постановою Держради КНР округ Тайань був перетворений в міський округ.